# ヴァル・パスクチ
ヴァレンティノ・マーティン・パスクチ（Valentino Martin Pascucci , 1978年11月17日 - ）は、アメリカ合衆国カリフォルニア州出身のプロ野球選手（外野手）。イタリア系アメリカ人である。
愛称は「ヴァル」「ヴァールン」など。

## 来歴・人物

### MLB時代
1999年のMLBドラフト15巡目でモントリオール・エクスポズに指名され契約。2004年、メジャー初昇格。

### ロッテ時代
2005年、千葉ロッテマリーンズに入団。東北楽天ゴールデンイーグルスとの開幕戦で岩隈久志から来日初安打を放つ。開幕2試合目には満塁本塁打を含む5打数4安打7打点2本塁打と大活躍。しかしその後は不調に陥り、李承燁が二軍で好調だったこともあり降格。その後、ベニー・アグバヤニの故障で夏場に再登録され、8月になると17安打・5本塁打を放ち（40打数）、下位打線ながら一時期3割を超える打率を残す活躍を見せた。このシーズンはベニーやマット・フランコ、李承燁などの主力外国人選手が欠場する試合に出場することが多かった。シーズン終了後、契約問題で揺れたが、年齢も比較的若く、李承燁の移籍もあったため、1月に再契約し残留。
2006年はイタリア代表として後にオリックス・バファローズに所属するアレッサンドロ・マエストリや前年に読売ジャイアンツに所属したダン・ミセリらと共にワールド・ベースボール・クラシックに出場。2005年はなかなか結果を出すことが出来なかったり、出場機会に恵まれないなど、数多くの苦労を味わったが、WBCイタリア代表に選出されたことから、一部マスコミに「イタリアのおしん」と称された。8月には、5日の福岡ソフトバンクホークス戦で篠原貴行からサヨナラ本塁打を放ったのを皮切りに7本塁打16打点をあげるなど活躍し、最終的には前年を上回る13本塁打を放ったものの、通年で見ると得点圏打率.135と勝負弱く、また45安打に対して77三振という打撃の粗さが目立った。11月28日、自由契約選手として公示された。

### ロッテ退団後
2007年4月7日にフロリダ・マーリンズとマイナー契約を結ぶ。傘下（当時）のAAA級アルバカーキでは34本塁打を放ち本塁打王となる。12月にはフィラデルフィア・フィリーズとマイナー契約を結ぶ。
2008年4月29日に解雇され、ニューヨーク・メッツとマイナー契約。傘下のAAA級ニューオーリンズで打率.290、27本塁打、OPS.963の好成績を挙げるも、メジャーに昇格することはなかった。
2009年1月にロサンゼルス・ドジャースとマイナー契約を結ぶ。2大会連続でワールド・ベースボール・クラシックイタリア代表にも選出され出場。ベネズエラ、カナダ戦に4番・DHとして出場したが、6打数1安打に終わった。6月18日に解雇され、27日にサンディエゴ・パドレスとマイナー契約。
2010年は、当初独立リーグでプレーしていたが、5月14日にニューヨーク・メッツとマイナー契約を結ぶ。
2011年もニューヨーク・メッツとマイナー契約を結ぶ。傘下のAAA級バッファローで130試合に出場し打率.264、21本塁打、OPS.851を記録し、9月6日にメジャー昇格。2012年はメッツ傘下AAA級マイナーリーグでプレー。
2013年の3月22日にメキシカンリーグのレイノサ・ブロンコスに所属していたが6月18日に放出された。その後は独立リーグでプレー。

## 選手としての特徴
逆方向に本塁打を叩き込めるパワフルな打撃と強肩の持ち主で、巨体ながら俊足も持ち合わせていた。しかし選球眼に課題があり外野守備は捕球が危なっかしく、マイナーでは一塁でも起用されていた。

## 詳細情報

### 年度別打撃成績
| 年 度    | 球 団    | 試 合 | 打 席 | 打 数 | 得 点 | 安 打 | 二 塁 打 | 三 塁 打 | 本 塁 打 | 塁 打 | 打 点 | 盗 塁 | 盗 塁 死 | 犠 打 | 犠 飛 | 四 球 | 敬 遠 | 死 球 | 三 振 | 併 殺 打 | 打 率 | 出 塁 率 | 長 打 率 | O P S |
| -------- | -------- | ----- | ----- | ----- | ----- | ----- | -------- | -------- | -------- | ----- | ----- | ----- | -------- | ----- | ----- | ----- | ----- | ----- | ----- | -------- | ----- | -------- | -------- | ----- |
| 2004     | MON      | 32    | 74    | 62    | 6     | 11    | 1        | 0        | 2        | 18    | 6     | 1     | 0        | 0     | 1     | 10    | 1     | 1     | 22    | 3        | .177  | .297     | .290     | .588  |
| 2005     | ロッテ   | 33    | 120   | 102   | 21    | 29    | 3        | 0        | 8        | 56    | 20    | 1     | 1        | 0     | 0     | 18    | 0     | 0     | 38    | 2        | .284  | .392     | .549     | .941  |
| 2006     | ロッテ   | 69    | 238   | 203   | 26    | 45    | 9        | 1        | 13       | 95    | 32    | 0     | 1        | 0     | 1     | 31    | 1     | 3     | 77    | 1        | .222  | .332     | .468     | .800  |
| 2011     | NYM      | 10    | 11    | 11    | 1     | 3     | 0        | 0        | 1        | 6     | 2     | 0     | 0        | 0     | 0     | 0     | 0     | 0     | 3     | 0        | .273  | .273     | .545     | .818  |
| MLB：2年 | MLB：2年 | 42    | 85    | 73    | 7     | 14    | 1        | 0        | 3        | 24    | 8     | 1     | 0        | 0     | 1     | 10    | 1     | 1     | 25    | 3        | .192  | .294     | .329     | .623  |
| NPB：2年 | NPB：2年 | 102   | 358   | 305   | 47    | 74    | 12       | 1        | 21       | 151   | 52    | 1     | 2        | 0     | 1     | 49    | 1     | 3     | 115   | 3        | .243  | .352     | .495     | .847  |

### 記録
NPB
- 代打の代打でサヨナラ本塁打：2006年8月5日、対福岡ソフトバンクホークス15回戦（千葉マリンスタジアム）、10回裏に代田建紀の代打・橋本将の代打で出場、篠原貴行から右越サヨナラソロ ※史上4人目（外国人選手初）[3]
- 球団通算6500号本塁打：2006年8月17日、対オリックス・バファローズ16回戦（千葉マリンスタジアム）

### 背番号
- 35 （2004年、2006年WBC）
- 43 （2005年 - 2006年）
- 37 （2009年WBC）
- 15 （2011年）
- 17 （2013年 - ）